# Sumidero sprousei
Sumidero sprousei är en mångfotingart som beskrevs av Shear 1982. Sumidero sprousei ingår i släktet Sumidero och familjen Fuhrmannodesmidae. Inga underarter finns listade i Catalogue of Life.